# Гуйчжоуская лягушка
Гуйчжоуская лягушка (Odorrana wuchuanensis) — вымирающий вид земноводных из семейства настоящих лягушек. Эндемик Восточной Азии: Китай. Обнаружены только в типовой местности в пещере в северном Гуйчжоу (Baicun, Wuchuan County) на высоте около 700 м. Встречаются в водных потоках в 30 м от входа в пещеру. Вид O. wuchuanensis был впервые описан в 1983 году китайским зоологом R. Xu под первоначальным названием Rana wuchuanensis Xu, 1983. Включён в видовую группу Odorrana andersonii group. Основные причины вымирания: туристическая активность, ограниченность возможных мест обитания. Попытки найти вид в других (кроме типовой местности) областях окончились неудачей.